# Le Jardin de plaisance et fleur de rhétorique

Le Jardin de plaisance et fleur de rhétorique est une anthologie imprimée de poésie courtoise en français. Compilée par un anonyme connu sous le nom de l'Infortuné, son editio princeps, par Antoine Vérard, est parue en 1501 à Paris ; le texte fera l'objet de 8 autres éditions à Paris et à Lyon de 1504 à 1528.

## Contenu
Il s'agit de la première anthologie imprimée de poèmes médiévaux.
Le Jardin de plaisance présente d'abord un traité de poésie, l'Instructif de la seconde rhétorique attribué à l'Infortuné, recueil de règles concernant la composition en vers, écrit vers 1470 ou 1472, suivi de trois longs poèmes : la Doléance de la Mégère de Regnaud le Queux écrit en 1469 ; un texte à caractère parodique, Le Donnet baillé au feu roy Charles huytiesme de ce nom que la critique attribue à Jean Molinet ; et Le Chastel de Joyeuse destinée, histoire allégorique d’un amant qui se termine par la vision, en songe, d’un « lieu de plaisance », où s'ébattent des amoureux. Suit l'anthologie proprement dite : 672 poèmes des XIVe siècle et XVe siècle, dont le thème est l'amour, dans tous les genres pratiqués au Moyen Âge : ballades, chansons, rondeaux, épîtres, débats..., présentés comme anonymes. Cependant, un certain nombre d'auteurs ont été identifiés, notamment :
- Andrieu de la Vigne[8].
- Baudet Herenc, Parlement d'amours[9].
- plusieurs rondeaux de Charles d'Orléans[10].
- Alain Chartier, Débat des deux fortunés d'amour.
- Georges Chastelain, extrait de l’Oultré d'amour.
- La confession et testament de l'amant trespassé de deuil, attribué à Pierre de Hauteville[11].
- Hugues de Blosseville, rondeau J’en ay le deul et vous la joye[12].
- Jacques Milet, La Forest de tristesse, 1459[13].
- Jean de Garencières, trois ballades : Helas ! pourquoi virent mes yeulx (remaniée) ; L'autrier nous feusmes des compagnons plusieurs ; Je hez ma vie et desire ma mort[14].
- Jean Meschinot, rondeau M’aymerez-vous bien ?[12].
- Othon de Grandson, la belle dame qui eut merci[15],[16].
- Robert de Blois, Chastoiement des dames.
- Michault Taillevent,  Le Débat du Cœur et de l’Œil[5].
- François Villon : Ballade de l'appel ; Ballade des pendus sous le titre Autre ballade ; Débat du cœur et du corps ; Requête à la Cour ; Ballade des proverbes ; Ballade de la Grosse Margot ; Ballade des menus propos ; Ballade contre les ennemis de la France[17].

L'Instructif de la seconde rhétorique est le seul texte connu aujourd'hui contemporain du mystère (théâtre) qui en précise les règles. Il consacre 14 strophes octosyllabiques à ce sujet. Il indique qu'un mystère doit avoir une certaine consistance, s'appuyer sur des sources solides - essentiellement la littérature religieuse de l'époque -, avoir un nombre de personnages corrélé à son ambition, avoir une versification élaborée, représenter toutes les classes sociales. L'instructif se concentre sur les personnages, leur type et leur langage. Par là, le mystère devient ce que nous appelons aujourd'hui un genre théâtral. Mais, à la différence du théâtre moderne, il n'y a pas dans le mystère de doute, d'incertitude sur l'intrigue, ni même sur les personnages ; le public les connaît parfaitement à l'avance.

## Édition
- Le jardin de plaisance et fleur de rhétorique, Paris, F. Didot, coll. « Publications de la Société des anciens textes français », 1910-1925, 2 vol. (BNF 37409465, lire en ligne), introduction et notes d'Eugénie Droz et Arthur Piaget.